# 도시농촌문화교류협의회
도시농촌문화교류협의회는 도시에는 저렴한 농산물과 농촌현장방문의 기회를 제공하고, 농촌은 농산물직거래 등 교류를 통하여 소득증대 및 지역활력회복을 도모 목적으로 2004년 9월 20일 설립된 대한민국 농림수산식품부 소관의 사단법인이다. 사무실은 서울특별시 도봉구 도봉2동 641 서원아파트 관리사무소 지하에 있다.

## 주요 사업
- 협의회에 가입된 아파트 주민에게 매주1회 농산물 직거래